# Datovoc Tongeren
Maillots
Datovoc Tongeren est un club de volley-ball belge fondé en 1967 et basé à Tongres évoluant pour la saison 2017-2018 en Ligue A Dames.

## Historique
- Le club a été fondé en 1967 sous le nom de Tongerse Volleybalclub (TOVOC).
- Fusion en 1985 avec le HATOVOC Hasselt.
- Défusion en 1990, le club devient Datovoc Tongres.
- En 2002 le club est renommé en Eburon Tongres.
- En 2005 le club se nomme Euphony Tongeren.
- Le club reprend sa dénomination actuelle au début de la saison 2007-2008.

## Palmarès
- Championnat de Belgique (7)
  - Vainqueur : 1994, 1995, 2002, 2003, 2004, 2005, 2007.
  - Finaliste : 1996, 2000, 2006.
- Coupe de Belgique (6)
  - Vainqueur : 1992, 1994, 2000, 2003, 2004, 2005.
  - Finaliste : 1996, 1997, 1999, 2016.
- Supercoupe de Belgique
  - Vainqueur : 2003, 2004, 2007.
  - Finaliste : 2005, 2016.

## Effectifs

### Saison 2017-2018
| No                                        | Nom                                       | Date de naissance                         | Taille                         | Poids                          | Poste                          |
| ----------------------------------------- | ----------------------------------------- | ----------------------------------------- | ------------------------------ | ------------------------------ | ------------------------------ |
| 1                                         | Annette ter Hedde                         | 23 novembre 1993                          | 186                            |                                | Centrale                       |
| 3                                         | Anne Moors                                | 26 avril 1988                             | 176                            |                                | Réceptionneuse-attaquante      |
| 5                                         | Lotte Schaekers                           | 30 janvier 1990                           | 178                            |                                | Attaquante                     |
| 6                                         | Laurine Vinkesteyn                        | 23 juillet 1994                           | 186                            |                                | Centrale                       |
| 9                                         | Jolien Wittock                            | 22 février 1990                           | 188                            | 76                             | Réceptionneuse-attaquante      |
| 10                                        | Sofie Hawinkel                            | 16 janvier 1995                           | 183                            | 77                             | Réceptionneuse-attaquante      |
| 11                                        | Baska Krenicka                            | 23 septembre 1994                         | 178                            |                                | Passeuse                       |
| 12                                        | Lindsay Schrijvers                        | 16 août 1997                              | 182                            |                                | Réceptionneuse-attaquante      |
| 14                                        | Anna Valkenborg                           | 4 janvier 1998                            | 174                            | 58                             | Libero                         |
| 15                                        | Charlotte Krenicky                        | 29 juin 2000                              | 186                            | 73                             | Passeuse                       |
| 19                                        | Patrycja Kowalska                         | 24 février 1989                           | 182                            |                                | Centrale                       |
|                                           |                                           |                                           |                                |                                |                                |
| Encadrement technique                     | Encadrement technique                     |                                           | Légende                        | Légende                        | Légende                        |
| Entraîneur : Irina Jeleznova              | Entraîneur : Irina Jeleznova              | Entraîneur : Irina Jeleznova              | : Capitaine                    | : Capitaine                    | : Capitaine                    |
| Entraîneur(s) adjoint(s) : Heidi Van Peer | Entraîneur(s) adjoint(s) : Heidi Van Peer | Entraîneur(s) adjoint(s) : Heidi Van Peer | : Joueuse blessée actuellement | : Joueuse blessée actuellement | : Joueuse blessée actuellement |
| Manager général : Pieter Walbers          |                                           |                                           |                                |                                |                                |